# État d'anneaux tourbillonnaires

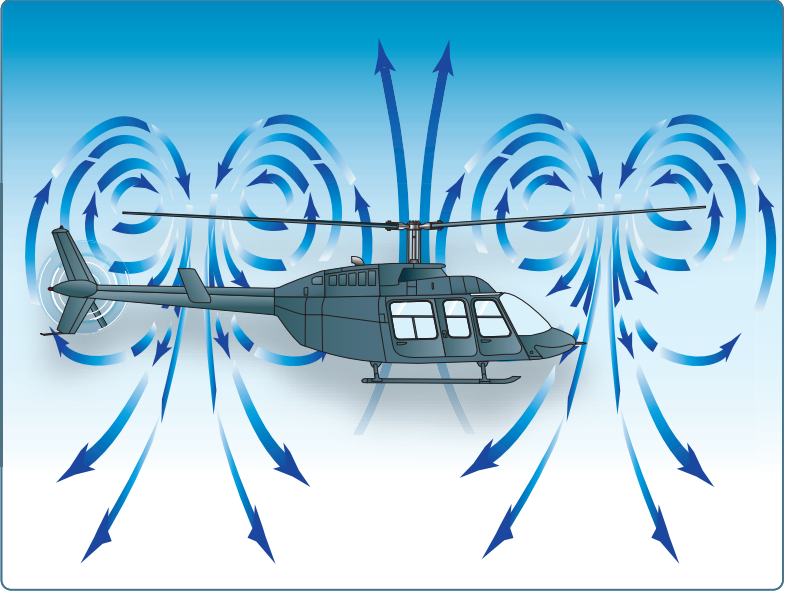
Anneaux tourbillonnaires

L'état d'anneaux tourbillonnaires (en anglais : vortex ring state) est une condition aérodynamique dangereuse que subit un hélicoptère lorsqu'un tourbillon entoure le rotor principal en engendrant une perte de portance.
George de Bothezat est crédité de la découverte du phénomène en 1922.

## Principe

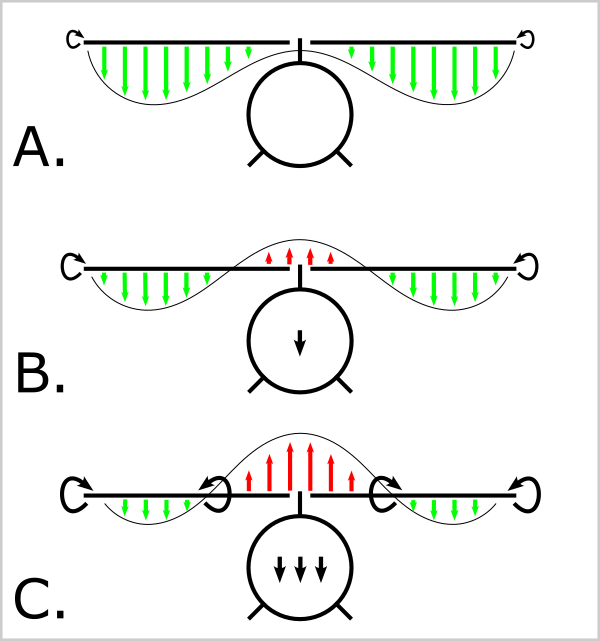
Flux d'air en vol normal (A), en descente rapide (B) et état d'anneaux tourbillonnaires (C).

En vol normal, un flux d'air descendant est généré par le rotor principal au niveau de chaque pale. Ce flux d'air descendant est le plus fort au niveau du milieu de la pale. Il est moindre à l'intérieur de la pale, au niveau du moyeu (vitesse de rotation de la pale plus faible) et moindre à l'extrémité extérieure de la pale (recirculation latérale de l'air).
Dans certaines conditions, lors d'une descente rapide par exemple, l'hélicoptère rencontre un flux d'air ascendant. Ce flux d'air ascendant devient plus fort que le flux d'air descendant généré par l'intérieur de la pale, au niveau du moyeu: l'intérieur de la pale "décroche" et ne génère ainsi plus de portance. De plus, la recirculation latérale de l'air de l'extrémité extérieure de la pale est amplifiée.
L'état d'anneaux tourbillonnaires apparaît lorsque le flux d'air ascendant forme un tourbillon de l'intérieur de la pale, au niveau du moyeu, vers le dessus de la pale qui se combine au tourbillon de l'extrémité extérieure de la pale vers le dessus de la pale (voir illustration). Ainsi, seule une petite partie du milieu de la pale génère encore un flux d'air descendant, insuffisant pour porter l'hélicoptère.
Cela engendre une descente rapide, incontrôlée, souvent dangereuse, parfois fatale.

## Conditions
Trois conditions sont nécessaires à la formation de l'état d'anneaux tourbillonnaires :
- une vitesse de déplacement faible (moins de 10 kt), où l'hélicoptère reste dans sa turbulence de sillage ;
- une descente rapide (plus de 300 ft/min) ;
- une puissance moteur (de 20 à 100%). L'état d'anneaux tourbillonnaires ne peut en effet pas se produire en autorotation où il n'y a plus de flux d'air descendant.

(Les valeurs moyennes indiquées dépendent du type d'hélicoptère.)
L'état d'anneaux tourbillonnaires intervient typiquement en phase de descente avant un atterrissage. Il peut également intervenir plus facilement par vent arrière ou lors d'un arrondi agressif, où l'hélicoptère se retrouve dans sa turbulence de sillage, ou lors du passage d'un sommet venté, où l'hélicoptère rencontre un courant ascendant fort.
Il existe d'autres conditions plus rares : lorsque l'hélicoptère dépasse la hauteur maximum de vol stationnaire ou en vol de formation lorsque l'hélicoptère peut rencontrer le sillage d'un autre hélicoptère.

## Détection
L'état d'anneaux tourbillonnaires se manifeste initialement par une vibration causée par l'intérieur de chaque pale qui ne génère plus de portance, comparé au reste de la pale.
Cette vibration est suivie :
- d'un léger mouvement aléatoire de roulis/tangage/lacet dû au changement de portance ;
- d'une réduction d'efficacité du plateau cyclique et du pas collectif ;
- d'une augmentation rapide du taux de descente.

## Récupération
Le pilote doit appliquer du pas cyclique vers l'avant, pour incliner l'hélicoptère, regagner de la vitesse horizontale et sortir de la turbulence, et légèrement réduire le pas collectif. Augmenter la puissance initialement en revanche ne ferait qu'augmenter la puissance du tourbillon et aggraver la situation.
Si l'altitude le permet, passer en autorotation permet de sortir de l'état d'anneaux tourbillonnaires.
Claude Vuichard a mis au point une technique qui permet une récupération avec un minimum de perte d'altitude : il s'agit de mettre la pleine puissance, à appliquer du cyclique latéralement (vers la droite ou vers la gauche, suivant le sens de rotation des pales) et être ainsi assisté de la puissance du rotor anticouple pour sortir de la zone de turbulence.